# 1946년 칸 영화제
제1회 칸 영화제는 1946년 9월 20일부터 1946년 10월 5일까지 열린 영화제이다. 프랑스 칸에서 개최되었다.

## 수상

### 감독상
- 철로변 전투 - 르네 클레망 수상

### 남우주연상
- 잃어버린 주말 - 레이 밀랜드 수상

### 그랑프리
- 무방비 도시 - 로베르토 롯셀로니 수상
- 결정적 전환점 - 프레데릭 엘므레 수상
- 하얀 처녀지 - 에밀리오 페르난데스 수상
- 고통 - 알프 셰베르이 수상
- 아랫마을 - 체다 아난드 수상
- 밀회 - 데이빗 린 수상
- 전원교향곡 - 장 들라누와 수상
- 붉은 토지 - 보딜 입센 수상
- 잃어버린 주말 - 빌리 와일더 수상
- 철로변 전투 - 르네 클레망 수상
- 붉은 토지 - 라우 라우리첸 수상

### 특별상
- 라스트 찬스 - 레오폴드 린드베르크 수상